# Élection primaire
Une élection primaire est une élection qui permet la désignation du candidat d'un parti politique (ou d'une coalition de partis) à une élection. On distingue généralement les primaires fermées, où seuls les adhérents du parti peuvent voter (on parle alors aussi d'élection interne), et les primaires ouvertes auxquelles l'ensemble des citoyens peut participer. Selon les pays, les élections primaires sont organisées par les partis politiques eux-mêmes (par exemple en France ou en Italie) ou relèvent d'une législation spécifique et ainsi peuvent être obligatoires (Argentine, États-Unis, Uruguay).

## États-Unis
Aux États-Unis, la généralisation des élections primaires s'est imposée au cours du XXe siècle à la place de la désignation classique des candidats par les partis politiques : il s'agit d'un moyen pour que les électeurs soient plus directement associés aux prises de décision (mais des recherches en science politique contestent que ce soit vraiment le cas).
Les primaires sont ainsi la règle pour la désignation de presque tous les candidats à tous les niveaux de gouvernement (local, État, fédéral). Il est généralement obligatoire d'être désigné lors de la primaire d'un parti pour se présenter sous l'étiquette de ce parti lors de l'élection générale. Les primaires sont organisées par l'administration selon la législation locale :
- Les primaires fermées permettent aux seuls électeurs inscrits comme affiliés à un parti politique de voter à la primaire de ce parti (dans de nombreux États, l'inscription sur les listes électorales s'accompagne de la déclaration facultative d'affiliation à un parti). Treize États utilisent ce système (Connecticut, Delaware, Floride, Kentucky, Maine, Nebraska, Nevada, New Jersey, Nouveau-Mexique, New York, Oklahoma, Oregon, Pennsylvanie et Dakota-du-Sud)[1].
- Les primaires ouvertes permettent à tous les électeurs de voter à la primaire du parti de leur choix.
- les primaires semi-fermées permettent aux électeurs inscrits comme affiliés à un parti politique de voter à la primaire de ce parti et aux électeurs affiliés à aucun parti de choisir la primaire du parti à laquelle ils souhaitent participer. Treize États utilisent ce système (Alaska, Arizona, Colorado, Iowa, Kansas, Massachusetts, New Hampshire, Caroline-du-Nord, Rhode Island, Utah, Virginie-Occidentale et Wyoming )[1].
- les blanket primaries mettent l'ensemble des candidats de tous les partis sur un bulletin unique : chaque électeur vote pour le candidat de son choix, quel que soit le parti, et le candidat de chaque parti qui recueille le plus de voix peut se présenter à l'élection générale ; ce système a été jugé inconstitutionnel par la Cour suprême ;
- les nonpartisan blanket primaries sont une variation des blanket primaries : tous les candidats sont présentés sur un bulletin unique et les deux candidats qui recueillent le plus de voix peuvent se présenter à l'élection générale ; ce système, similaire au scrutin uninominal majoritaire à deux tours permet à deux candidats du même parti d'être candidats à l'élection générale. La Louisiane, la Californie et Washington utilisent ce système.

Tous les quatre ans, les États organisent des primaires présidentielles qui peuvent être ouvertes, fermées ou semi-fermées. Elles servent à désigner les délégués qui siègent à la convention nationale de chaque parti politique et qui élisent le candidat du parti à l'élection présidentielle.
Certains États connaissent encore des caucus plutôt que des primaires : ce sont des réunions organisées par les partis politiques au cours desquelles les sympathisants débattent et votent.

## Autres pays
Les élections primaires se développent en Amérique latine dans les années 1990. En 1995, le Front pour un pays solidaire argentin organise une primaire à laquelle participe 2,5 % de l'électorat. Au Mexique, le Parti révolutionnaire démocratique organise des primaires pour la désignation de ses candidats depuis 1996. La Constitution de l'Uruguay prévoit depuis 1997 l'organisation d'« élections internes » (« elecciones internas »). Ce système, en vigueur depuis les élections de 1999 remplace celui de la ley de lemas qui permettaient à plusieurs candidats de se présenter à l'élection présidentielle pour le même parti. Des élections primaires sont également organisées au Costa Rica et au Paraguay depuis 1996 et en Bolivie depuis 1999.
En Europe, les élections primaires ouvertes relèvent du choix des différents partis et sont organisées par eux. C'est notamment le cas des coalitions de gauche en Italie, qui désignent depuis 2005 leur candidat au poste de président du Conseil par des primaires ouvertes,. Ce processus a été inscrit dans les statuts du Parti démocrate lors de sa création et est également utilisé pour la désignation des têtes de liste aux élections régionales et municipales.

### France
En France, les partis désignent souvent leurs candidats par des votes internes, réservés aux adhérents. Le premier parti à avoir organisé une primaire ouverte est le Parti socialiste (PS), en partenariat avec le Parti radical de gauche, afin de désigner un candidat pour la présidentielle de 2012. Près de 3 millions de personnes ont participé au second tour, qui a désigné François Hollande comme candidat. D'autres primaires ouvertes ont eu lieu à l'occasion des élections municipales de 2014, organisées par l'UMP (Paris, Lyon) et le PS (Aix-en-Provence, Béziers, Boulogne-Billancourt, Le Havre, Marseille, La Rochelle). Les Républicains (ex-UMP) organisent une primaire pour désigner leur candidat à l'élection présidentielle de 2017. Aucune loi ne réglemente ces primaires en France et les partis demandent aux électeurs participant de signer une charte et de payer une participation aux frais d'organisation.
| Année | Nom officiel                                         | Parti(s)                                    | Participation | Participation | Vainqueur | Vainqueur             |
| Année | Nom officiel                                         | Parti(s)                                    | 1er tour      | 2e tour       | Vainqueur | Vainqueur             |
| ----- | ---------------------------------------------------- | ------------------------------------------- | ------------- | ------------- | --------- | --------------------- |
| 2011  | Primaire présidentielle écologiste française de 2011 | EELV                                        | 25 437        | 22 896        |           | Eva Joly              |
| 2011  | Primaire citoyenne de 2011                           | PS, PRG                                     | 2,66 millions | 2,86 millions |           | François Hollande     |
| 2016  | Primaire écologiste de 2016                          | EELV                                        | 12 582        | 13 926        |           | Yannick Jadot         |
| 2016  | Primaire ouverte de la droite et du centre           | LR, PCD                                     | 4,30 millions | 4,40 millions |           | François Fillon       |
| 2017  | LaPrimaire.org                                       | LaPrimaire.org                              | 10 676        | 32 685        |           | Charlotte Marchandise |
| 2017  | Primaire citoyenne de 2017                           | PS, PE, PRG, FD                             | 1,66 million  | 2,05 millions |           | Benoît Hamon          |
| 2021  | Primaire écologiste de 2021                          | Pôle écologiste (EELV, GE, Cap21, AEI, MdP) | 106 649       | 104 772       |           | Yannick Jadot         |
| 2022  | Primaire populaire                                   | Association « 2022 ou jamais »              | 392 738       | 392 738       |           | Christiane Taubira    |

### Argentine
Des primaires pour l'élection présidentielle ont été inscrites dans la loi en Argentine en 2010 et au Chili en 2011. Toutefois en Argentine, le système est souvent contourné par les partis politiques qui ne présentent qu'un seul candidat à l'élection primaire afin de s'assurer qu'il sera bien leur candidat lors de l'élection générale.

## Élections similaires
Dans certains pays, des partis politiques organisent des scrutins ouverts à des sympathisants pour la désignation de leur chef :
- En 2004, le PASOK grec a organisé une primaire ouverte afin de désigner son leader. Mais George Papandréou en était le seul candidat. Il a été élu à la tête du parti.
- En 2013, le Parti libéral du Canada a autorisé les sympathisants préalablement enregistrés à voter lors de la course à la direction qui a désigné Justin Trudeau comme chef.
- En 2015 le Parti travailliste britannique a ouvert l'élection de son chef aux sympathisants enregistrés.

## Critiques
(octobre 2023).
Si vous disposez d'ouvrages ou d'articles de référence ou si vous connaissez des sites web de qualité traitant du thème abordé ici, merci de compléter l'article en donnant les références utiles à sa vérifiabilité et en les liant à la section « Notes et références ».
Le rôle d'un parti politique est d'exprimer les suffrages. Les personnes désignées comme porte paroles ou candidates aux élections pour ce parti politique sont censées représenter ses membres et défendre leurs idées communes. Généralement ces idées communes sont présentées sous forme d'un programme, et les membres du parti politique sont appelés à participer à sa rédaction et à sa ratification. 
Le processus se fait dans le sens suivant :  membres du groupe => programme => représentants, dans cet ordre. Ce qui est conforme au principe de représentation.
Même si le résultat ne peut qu'être un compromis, ce fonctionnement garantit que les membres du groupe sont bien tous représentés un maximum.
Les primaires travestissent et inversent ce fonctionnement, le processus devient : membres du groupe => représentants => programme
Il s'agit d'élire des personnes et de choisir parmi les programmes qu'elles portent. 
Les membres du parti politique ne participent donc plus à la rédaction et à la ratification de ce programme. Ils doivent choisir entre divers programmes concurrents pas forcément toujours très élaborés ( par exemple présenté dans les grandes lignes ) du fait de l'absence d'un véritable processus de rédaction ( généralement rédigé en petit comité ). Et après cela dépend des écarts idéologiques qui peuvent exister, mais cette concurrence peut impliquer qu'un candidat (et les idées qu'ils portent) ne représente qu'une partie des membres de ce groupe politique. Les perdants de la primaire s'engagent à soutenir le gagnant, mais du fait des écarts qu'il peut y avoir, cela peut s'avérer difficile voir impossible.
Nous avons l'exemple de la primaire ouverte du parti socialiste en 2017 et de la victoire de Benoit Hamon. Toute une partie du parti socialiste a refusé de le soutenir étant en véritable désaccord avec ses idées. Certains ont même quitté le parti socialiste préférant soutenir Emmanuel Macron ...
Une partie du groupe politique risque de se retrouver non représenté par le gagnant de la primaire et les idées qu'il défend. Ils sont comme éliminés de la représentation politique au niveau national, les primaires agissant comme une sélection préalable avant les vraies élections qui vont se dérouler au niveau national. 
Alors que l'un des corolaires de la liberté d'expression et de l'égalité, principes fondamentaux de la démocratie c'est que tout le monde a le droit d'être représenté.
C'est pourquoi l'une des critiques principales des primaires c'est qu'elles favorisent le bipartisme. L'exemple des États-Unis est le plus éloquent, où les primaires sont carrément institutionnalisées et où le but est de désigner le candidat qui représentera les républicains et en face le candidat qui représentera les démocrates.
Si les primaires ont été importées en France par l'UMP et le PS c'était sans nul doute pour essayer de reproduire le même fonctionnement que le système de bipartisme américain et ce dans un but de conserver leur hégémonie l'un sur la droite et le centre, l'autre sur la gauche, une méthode désespérée de se sauver d'un déclin devenu imminent. Mais les autres partis politiques n'étant pas dupes de la manipulation ont pour la plupart refusé de se prêter à ce jeu.
Une autre critique concerne l'iniquité de ces scrutins. Ceux-ci étant organisés par les partis politiques eux-mêmes et n'étant du coup soumis à aucune réglementation, ils mettent en concurrence des candidats qui ne disposent pas des mêmes moyens, ni humains, ni financiers, ni matériels. Hors l'honnêteté d'un scrutin repose sur cette équité.
Le ou les candidats "sortants" ont pu disposer pendant plusieurs années de la totalité des moyens offerts par le parti politique, jusqu'au temps de parole qui leur est accordé par les médias. Tandis que les autres éventuels candidats concurrents n'ont généralement pu bénéficier que de la période de la primaire pour s'exprimer dans les médias et le reste du temps ont généralement dû faire avec leurs propres moyens.
Cette iniquité est dissimulée dans le fait que quelques débats sont organisés avant le vote. Mais l'équité du temps de parole et de moyens dont ils ont pu bénéficier lors de ces débats ne peut évidemment pas compenser l'iniquité du temps de parole et de moyens qu'ils ont eu pendant 5 ans.
Cela rend d'autant plus vulnérable ces primaires à des ingérences de la part des médias, qui peuvent tout simplement propulser n'importe quelle personne de leur choix sur le devant de la scène en leur accordant un temps et des conditions de parole supérieurs aux autres candidats, surtout s'ils anticipent l'échéance de ces primaires de quelques mois.
Ce qui est impossible à réaliser dans un processus de représentation classique, passant par la rédaction d'un programme etc ...
La dernière critique concerne plus particulièrement les primaires ouvertes. Le fait de signer une charte ou même de payer une inscription ne garantissent en rien que les votants soient de bonne foi. 
Un électeur de gauche peut très bien voter dans une primaire de la droite, et inversement un électeur de droite peut très bien voter dans une primaire de la gauche, et ainsi chercher à influencer les résultats. 
Ces électeurs n'ayant aucune intention de voter pour le gagnant de la primaire, ils vont vouloir chercher à affaiblir leurs concurrents en plébiscitant le candidat qui a le moins de chance de l'emporter face à leur propre candidat, ou tout simplement plébisciter le moins mauvais des candidats de leur point de vue. Ces comportements stratégiques assez malhonnêtes rendent les primaires ouvertes peu fiables si le but pour un groupe ou une coalition de groupes politiques est de désigner le meilleur candidat pour les représenter.
Exemple d'abus de l'idée d'élection primaire : la primaire populaire en France.
Motivée officiellement par une volonté d'union de la gauche, les organisateurs de la primaire populaire ont sollicité la participation des divers groupes politiques de gauche et de leurs candidats respectifs. Mais malgré leur refus, les organisateurs de la primaire ont ajouté leur nom dans les choix de vote. Seules quelques personnalités comme Christiane Taubira ont accepté de participer. Il s'avérait finalement que l'opération visait à faire de Christiane Taubira la candidate unique de la gauche, les organisateurs faisant partie de ses soutiens. Beaucoup de militants ayant cru de bonne foi à cette initiative de candidature unitaire se sont sentis manipulés.